# Річне (Узункольський район)
Річне́ (каз. Речное) — село у складі Узункольського району Костанайської області Казахстану. Входить до складу Ряжського сільського округу.
Населення — 126 осіб (2021; 350 у 2009, 647 у 1999, 920 у 1989).